# Raymund Faltz
Raymund Faltz, född 4 juli 1658 i tyska församlingen i Stockholm, död 21 maj 1703 i Berlin, var en svensk-tysk medaljgravör.
Han var son till den från norra Tyskland inflyttade hovjuveleraren hos änkedrottning Maria Eleonora, guldsmeden Raymund Faltz och Susanna Hartmännin (Hartmann) från Nederländerna. Faltz blev tidigt  faderlös, och när han var sju år sändes han till sin farbroder, regeringsrådet Johann von Faltzburg i Stettin, där han stannade under ett och ett halvt år, bara något år efter hemkomsten dog även modern. Efter sedvanliga studier utbildade han sig först i sin fars yrke, han var inskriven som guldsmedslärling i Stockholm 1674-1678 hos guldsmeden Johannes Richter. Han utbildade sig även i teckning och vaxpoussering. 
Han genomförde en studieresa 1680-1683 med huvuduppehåll i Köpenhamn, Hamburg där han ägnade sig åt vaxmodellering i förvärvssyfte och sin fars hemstad Augsburg där han för första gången kom i kontakt med stålgravyr samtidigt som han arbetade som guldsmed. Rådsherren i Augsburg Leonhard Weiss verkade som en  beskyddare för honom och som tack utförde Faltz en medalj över honom. Han fortsatte sin resa och kom till Strassburg, där han stannade en tid för att lära sig det franska språket. 1683 kom han till sitt slutmål Paris där han stannade i nästan tre år med undantag av en kortare resa till Sydfrankrike och Italien. I Paris studerade han medaljgravyr för François Chéron vid Louvren och etablerade sig senare som fri medaljgravör. Han fick bland annat beställningar på skådepenningar från Ludvig XIV under paristiden utförde han även medaljen över sin gode vän diplomaten och skalden Christoffer Leijoncrona och två porträtt av sig själv. Han lämnade Paris 1686 och efter uppdrag i Nederländerna och England återkom han till Stockholm 1687. I Sverige hade vid denna tid riksbanken privilegium på all medaljtillverkning i landet och man erbjöd förgäves Faltz att överta privilegiet genom ett arrende. När han nekade till att överta tillverkningen försökte banken förmå honom till att de tillsammans skulle utföra en medaljserie över de svenska konungarna under nyare tiden. Detta kom ej att verkställas, utan Karlsteen utförde senare ensam denna regentlängd. För riksbanken färdigställde han några stampar för 300 daler silvermynt, vilket var mycket mer än vad Arvid Karlsteen brukade få för liknande arbeten. 
Faltz utnämndes 12 januari 1688 till medaljör i den pommerska staten där han i sin egen bostad fick rätten att bruka en egen press något som var mycket ovanligt på grund av risken för falskmyntning. Han brådskade inte i sin resa till myntverket i Stettin först i slutet av 1689 reste han dit och tog sin tjänst i besittning. Han var mycket missnöjd med lokaliteterna för den nya pressen som levererats under året och ansåg att utan en nybyggnad kunde pressen ej användas. Han menade även att det var omöjligt att ge den pommerska myntpräglingen en konstnärlig hållning med den vårdslösa prägling som förekom på grund av inflationsmyntningen. Han reste till Berlin 13 februari 1690 där han erhöll ett kontrakt med fast anställning som kurfurstlig brandenburgsk hovmedaljör hos kurfurst Fredrik III. Enligt sitt kontrakt fick han en årslön på 500 thaler och en skyldighet att utföra stampar för myntverket samt årligen tillverka en stor och en liten medalj. En bostad inrymdes åt honom på slottet 1691, och samtidigt anförtroddes han myntningsmaskineriet. Han drabbades 1694 av ett slaganfall som han efter en tid hämtade sig ifrån och fick även en permission för ett kunna utföra Sverigebesök. Kontraktet med den brandenburgske kurfursten och från 1701 även kung av Preussen förnyades 19 januari 1700. Om hans arbetsförhållanden i Berlin har man ingen större kännedom men man vet att det under hans ledning utbildades två medaljgravörer Christoph Friedrich Lüders och Friedrich Marl som båda senare blev Faltz efterträdare vid myntverket Berlin. 
Han uppfördes på stat som svensk hovmedaljör 17 februari 1692 med en lön av 500 thaler om året, men han valde att fortsätta sin tjänst i Berlin. Faltz drabbades av ohälsa och besökte regelbundet baden i Karlsbad i Böhmen och han besvärades av en svår dövhet och andra krämpor. Detta medförde att han blev en alltmer isolerad innesittare, medan han tidigare varit mycket road av ett stort umgängesliv.
Han var en stor kännare av medaljens konsthistoria och samlade material till ett bokverk om medaljkonstens kända utövare. Hans egna samlingar av skådepenningar och vaxpousseringar kom efter hans död att tillfalla det kungliga myntkabinettet i Berlin och före andra världskriget fanns de i Staatliche Museen i Berlin en samling omfattande ett fyrtiotal verk av Faltz egna vaxpousseringar. Faltz blev genom sitt arbete en mycket förmögen man och efter hans död 1703 uppfördes ett märkligt och påkostat gravmonument utfört av Balthasar Permoser i S:t Petri kyrkan i Cölln (idag en stadsdel av Berlin), som förstördes redan 1730 vid en eldsvåda. Genom sitt testamente tilldelade han frikostigt de fattiga och skänkte sina möbler till hovdamerna, medan relativt litet av hans förmögenhet blev över till hans tre systrar. Faltz är i litteraturen även nämnd som elfenbenssnidare, miniatyrist och silverstiftstecknare men dessa uppgifter går inte belägga. Som sigillgravör är han känd i ett fall då han 1688 utförde ett sigill för Kungliga Borgrätten. Man har även förmodat och publicerat att han var lärling var till medaljgravören Arvid Karlsteen 1676, men detta är med säkerligen uteslutet eftersom han då var i guldsmedslära, och det saknas minsta antydan om ett lärjungeskap till Karlsteen i Faltz egna efterlämnade levnadsbeskrivning och skrifter. Faltz finns representerad vid bland annat Nationalmuseum i Stockholm.